# یواس‌اس فلیکر (ای‌ام‌اس-۹)

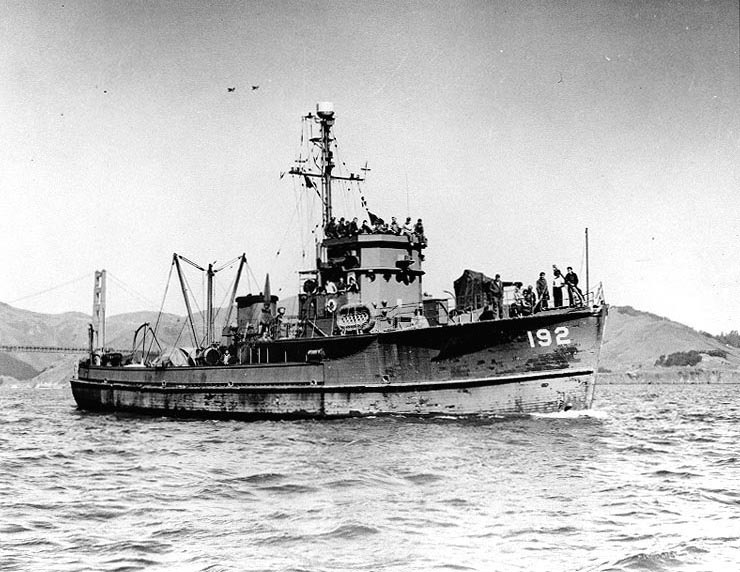
آوریل 1946، خلیج سانفرانسیسکو USS YMS-192 در پایان جنگ جهانی دوم به ایالات متحده بازگشت.

یواس‌اس فلیکر (ای‌ام‌اس-۹) (به انگلیسی: USS Flicker (AMS-9)) یک کشتی بود که طول آن ۱۳۶ فوت (۴۱ متر) بود. این کشتی در سال ۱۹۴۳ ساخته شد.